# Acrotona pseudotenera
Acrotona pseudotenera är en skalbaggsart som först beskrevs av Cameron 1933.  Acrotona pseudotenera ingår i släktet Acrotona, och familjen kortvingar. Arten är reproducerande i Sverige.